# Leapmotor T03
Leapmotor T03 – elektryczny samochód osobowy klasy miejskiej produkowany pod chińską marką Leapmotor od 2020 roku.

## Historia i opis modelu

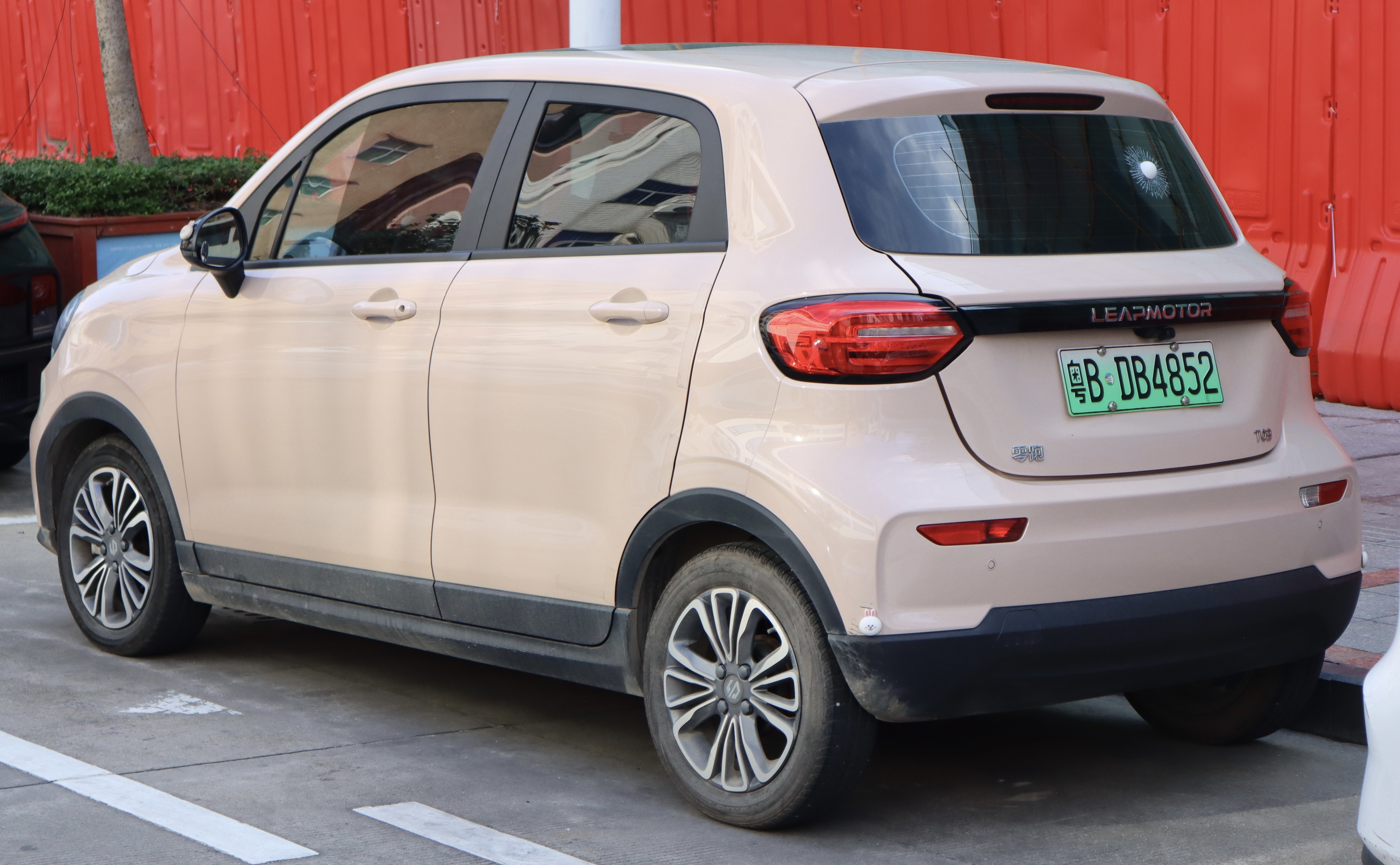
Leapmotor T03 - tył

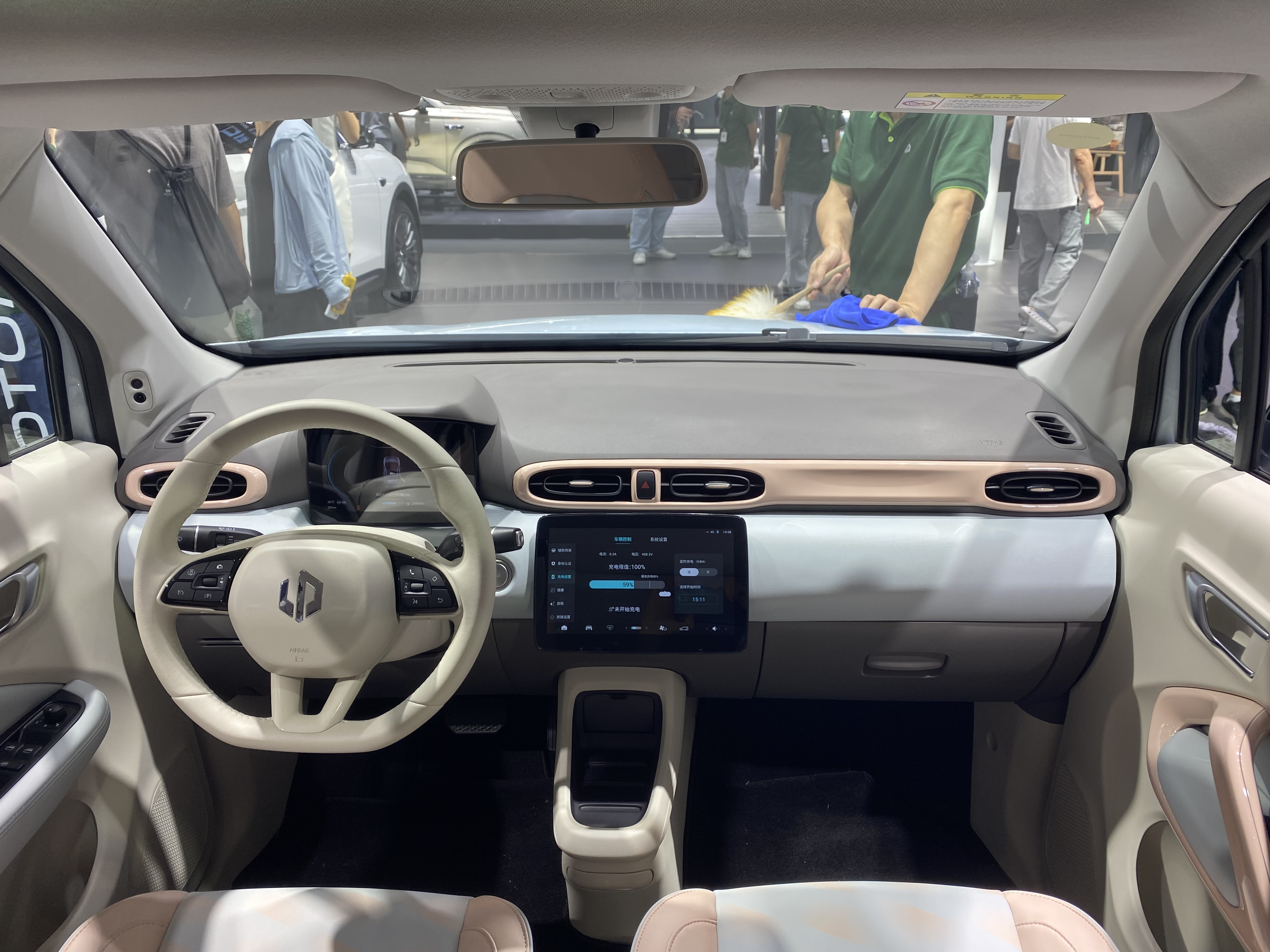
Leapmotor T03 - kokpit

W kwietniu 2020 roku chiński startup Leapmotor przedstawił drugi seryjny model, ponownie z czysto elektrycznym napędem, jednak z zupełnie innej postaci niż coupe S01 - jako mały, 5-drzwiowy hatchback będący odpowiedzią na takie konstrukcje, jak Ora Black Cat. 
Samochód zyskał wąskie, smukłe nadwozie z wysoko poprowadzoną linią szyb, a także dużymi, szeroko rozstawionymi reflektorami i dużą, trapezoidalną imitacją wlotu powietrza z centralnie umieszczonym gniazdkiem do ładowania układu elektrycznego.
Kabina pasażerska utrzymana została w oszczędnej estetyce, z opcjonalnym wielobarwnym malowaniem paneli deski rozdzielczej, konsoli centralnej i boczków drzwi. Przed kierowcą znalazł się prosty wyświetlacz wskazujący prędkość oraz stan naładowania akumulatora, z kolei kokpit utworzyły podłużnie ulokowane nawiewy oraz centralny, 12,8-calowy dotykowy wyświetlacz systemu multimedialnego.

### Sprzedaż
Podobnie do modelu S01, Leapmotor T03 początkowo był pojazdem produkowanym i sprzedawanym wyłącznie z myślą o wewnętrznym rynku chińskim. Dostawy do klientów rozpoczęły się w czerwcu 2020 roku. We wrześniu 2022 ruszyła dystrybucja na pierwszym rynku zagranicznym, we Francji, z kolei w  listopadzie tego samego roku samochód trafił do sprzedaży także w Izraelu za pośrednictwem lokalnego przedsiębiorstwa Meteor Motor. W marcu 2024 koncern Stellantis, który w poprzedzającym roku nawiązał współpracę z Leapmotor, zdecydował się na rozpoczęcie produkcji T03 w pierwszych zakładach poza Chinami. Pierwotnie rozważano włoską fabrykę w Turynie, by ostatecznie zdecydować się na zakłady FCA Poland w Tychach, rozpoczynając montaż SKD w połowie czerwca 2024. Sprzedaż samochodu na wyselekcjonowanych 13 europejskich rynkach, wśród których nie znalazła się Polska, rozpoczęła się we wrześniu tego samego roku.

### Dane techniczne
Układ elektryczny T03 na wewnętrzny rynek chiński utworzył silnik rozwijający 74 KM mocy, 155 Nm maksymalnego momentu obrotowego i pozwalający na rozpędzenie się do 120 km/h. Zastosowano baterię litowo-jonową o pojemności 36,5 kWh, która umożliwiła uzyskanie zasięgu maksymalnego na jednym ładowaniu wynoszącego ok. 403 kilometry w cyklu mieszanym według chińskiej procedury pomiaru NEDC. Odmiana europejska wprowadzona do sprzedaży w 2024 roku zyskała mocniejszy układ o mocy 95 KM i 158 Nm maksymalnego momentu obrotowego, z kolei bateria o pojemności 37,3 kWh pozwoliła na przejechanie ok. 265 kilometrów zasięgu w cyklu mieszanym - z uwzględnieniem innej, europejskiej normy pomiarowej WLTP.